# Philipp von Scheiding

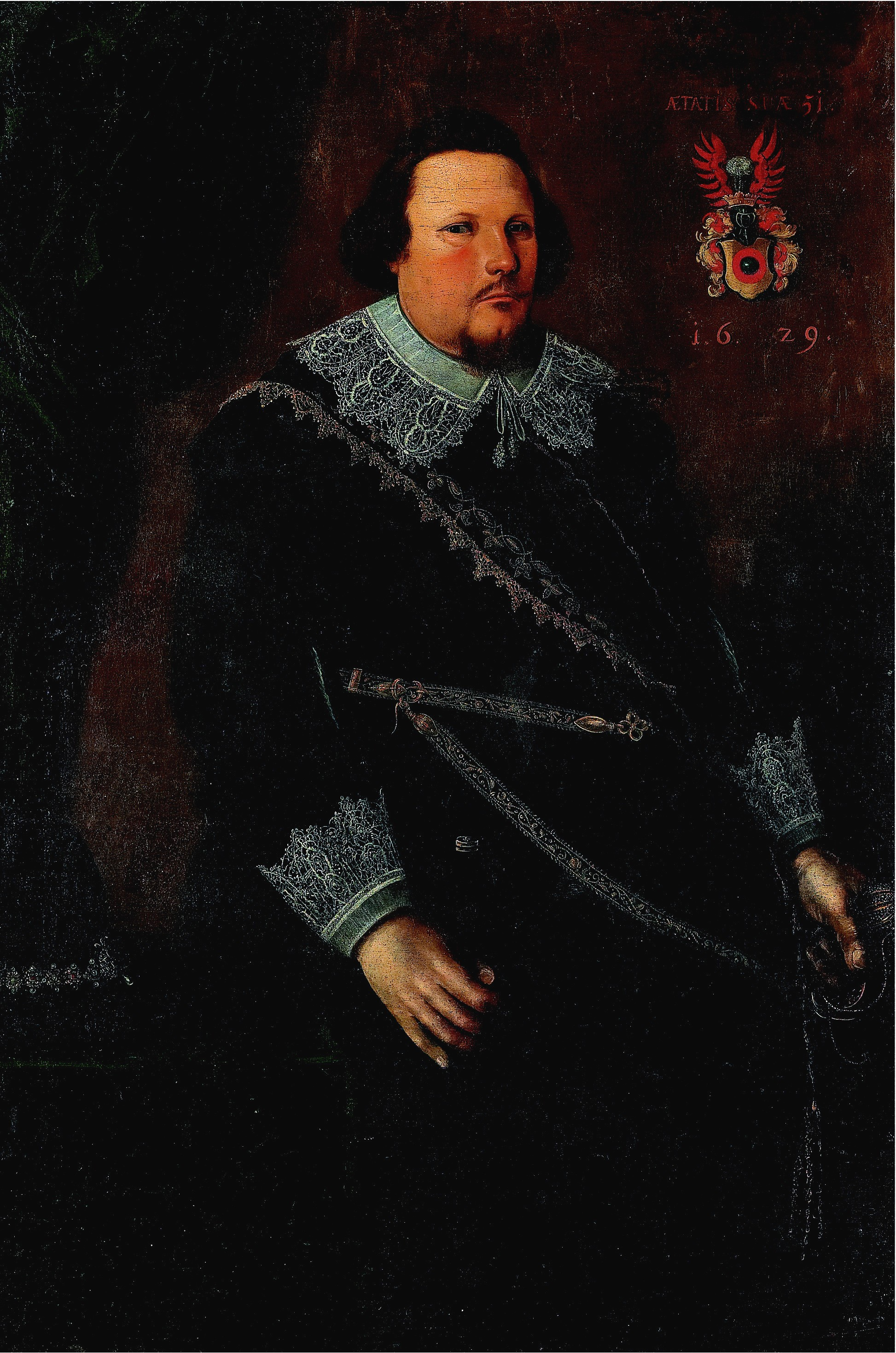
Philipp von Scheiding (1629)

Philipp von Scheiding (schwedisch Filip Christofferson von Scheiding; * 10. August 1578 in Arboga; † 9. Juni 1646 in Reval) war ein schwedischer Statthalter in Estland.

## Leben

### Herkunft und Familie
Philipp war Angehöriger des Adelsgeschlechts von Scheiding. Seine Eltern waren der schwedische Hofjunker und Hofmeister Christoffer von Scheiding († 1617) und Magdalena Rosengren (1550–1607). Er vermählte sich 1613 in erster Ehe mit Helena von Dellwig (1591–1628). In zweiter Ehe verband er sich 1633 mit Catharina Luhr (auch: Lüher, Luthern) († nach 1671), Tochter des Revaler Bürgermeisters Hermann Luhr († 1599). Seine fünf Kinder, darunter Johan Christoffer von Scheiding (1634–1685), der 1674 selbst Statthalter in Reval war, wurden 1653 in den schwedischen Freiherrenstand erhoben und 1655 bei der Freiherrenklasse der Schwedischen Ritterschaft introduziert. Der Mannesstamm dieser Linie ist im Jahre 1797 erloschen.

### Werdegang
Im Jahre 1590 wurde Scheiding von seinen Eltern zu Verwandten nach Delitzsch geschickt. Er studierte in Leipzig und Altdorff. 1602 war er Kammerherr von König Karl IX. Von 1605 bis 1606 bekleidete er die Stellung eines Bezirkshauptmanns. Er war 1604 als Gesandter bei Kurfürst Friedrich V. von der Pfalz (1596–1632), bei Graf Moritz von Hessen (1572–1632) und bei König Jakob I. von England. 1606 avancierte er zum Hofmarschall in Stockholm und wurde im selben Jahr Generalkommissar der schwedischen Armee in Livland, stieg ebd. zum Oberst auf und wurde schließlich Gouverneur von Narwa. Er war 1608 einer der schwedischen Kommissare beim Treffen in Wittensten mit den polnischen Gesandten.
Scheiding wurde 1613 Reichsrat und Bezirksleiter im nördlichen und südlichen Kirchspiele in Österbotten. Im Ingermanländischen Krieg war er 1614 oberster Kriegskommissar der schwedischen Armee in Nowgorod. Er wurde 1616 Gouverneur von Kopparbergslagen und Österdalarne. Dann war er Rechnungsprüfer in Kexholms län. Von seiner Stellung in Ostrobothnia wurde er 1618 entlassen und wurde 1620 Gouverneur der schwedischen Kupfergesellschaft. 1621 wurde er erneut Gouverneur von Kopparbergslagen und Österdalarne, trat aber 1625 aus dieser Stellung zurück.
1625 wurde seine Familie bei der Adelsklasse der schwedischen Ritterschaft introduziert (Nr. 71). Er war Mitglied der Ratsregierungen der Jahre 1621 und 1626. Nachdem er 1627 nach Estland geschickt wurde, war er seit 1628 Gouverneur der Stadt und Burg Reval sowie von ganz Estland. Als solcher nahm Scheiding 1634 an der Mission nach Moskau zur Bestätigung des Friedens von Stolbowo teil. Er war 1635 auch Präsident des Hofgerichts in Dorpat und Vizekanzler der Academia Gustaviana (Dorpat), 1627 zudem Inspektor für Ritter- und Domschule zu Reval. Scheiding ist 1642 als Gouverneur zurückgetreten.
Er war begütert zu Arnö im Kirchspiel Övergran, Uppsala län, zu Kunda im Kirchspiel Maholm, Wierland, sowie zu Kegel und Jaggowall im Kirchspiel Alt Jegelecht in Harrien. Scheiding wurde am 16. Februar 1647 in der Olaikirche in Reval begraben, wo ein Epitaph, mit der Inschrift (etwa) Er war ein ausgezeichneter geschickter und vorsichtiger Unterhändler und auch mutig, besonders in einem heftigen Gefecht mit den Russen auf dem Wasser der Narva, als ihm das Pferd erschossen wurde und eine Kugel im Sattelknopf steckte. an ihn erinnerte.